# Nucula cancellata
Nucula cancellata är en musselart som beskrevs av Meek och Hayden 1856. Nucula cancellata ingår i släktet Nucula och familjen nötmusslor. Inga underarter finns listade i Catalogue of Life.